# 웨스턴 켈시
웨스턴 켈시(영어: Weston Kelsey, 1981년 8월 24일~)는 미국의 펜싱 선수이다. 주 종목은 에페로 올림픽에 세 차례 출전하였다. 그는 2004, 2008, 2012년의 올림픽에 참가하였다. 이들 중 세 번째로 참가한 대회인 2012년 런던 올림픽에서 그는 4위로 대회를 마무리하였는데, 이는 올림픽 남자 에페 개인전에 참가한 선수들 중 가장 우수한 성적이다. 그는 2008년 대회에는 개인전 17위로 마무리하였다. 그는 2003년을 기점으로 세계 펜싱 선수권 대회 대회에 참가하였다. 그가 가장 좋은 성과를 낸 대회는 우크라이나 키이우에서 열린 2012년 세계 펜싱 선수권 대회 대회였다. 그는 미국 대표로 에페 단체전에 참가하여 은메달을 목에 걸었고, 2012년 키이우 대회에서는 우승도 거두어다. 그는 2012년 런던 올림픽의 에페 개인전에 참가하였으나, 준결승전에서 베네수엘라의 루벤 리마르도에 패하였다. 이후 그는 대한민국의 정진선과 동메달 결정전을 벌였는데, 정규시간을 11-11로 마친 뒤 연장전에서 무승부 시 승자자격을 얻어 유리하게 경기를 풀어갈 수 있었으나, 20초를 남기고 실점하며 4위로 대회를 마감하였다.